# تنغشوهان سفلي (مقاطعة إسلام آباد غرب)
تنغشوهان سفلي (بالفارسية: تنگ‌شوهان سفلی) هي قرية تقع في كرمانشاه في إيران. يقدر عدد سكانها بـ 482 نسمة .